# Cyclo-cross de Mazé
La Ciclocross de Mazé era una gara di ciclocross che si disputò nella città di Mazé, in Francia, principalmente a cavallo tra gli anni cinquanta e i settanta. Pur essendosi disputata per poche edizioni annovera nel suo albo d'oro Rolf Wolfshohl e Eddy Merckx.

## Albo d'oro
Aggiornato all'edizione 1996.
| Anno | Vincitore    | Secondo | Terzo |
| ---- | ------------ | ------- | ----- |
| 1956 | Pierre Jodet |         |       |
| 1959 |              |         |       |